# Berilijeve anorganske spojine
Berilij je alkalna zemeljska kovina in tvori nekaj anorganskih spojin. Na spodnjem seznamu so naštete vse spojine.

## Seznam
- Berilijev borohidrid-Be(BH4)2,
- Berilijev bromid-BeBr2,
- Berilijev fluorid-BeF2,
- Berilijev hidrid-BeH2,
- Berilijev hidroksid-Be(OH)2,
- Berilijev jodid-BeI2,
- Berilijev karbonat-BeCl2,
- Berilijev klorid-BeCO3,
- Berilijev nitrat-Be(NO3)2,
- Berilijev nitrit-Be3N2,
- Berilijev oksid-BeO,
- Berilijev sulfat-BeSO4,
- Berilijev sulfid-BeSO3,
- Berilijev telurid-BeTe,